# Balboa (cráter)

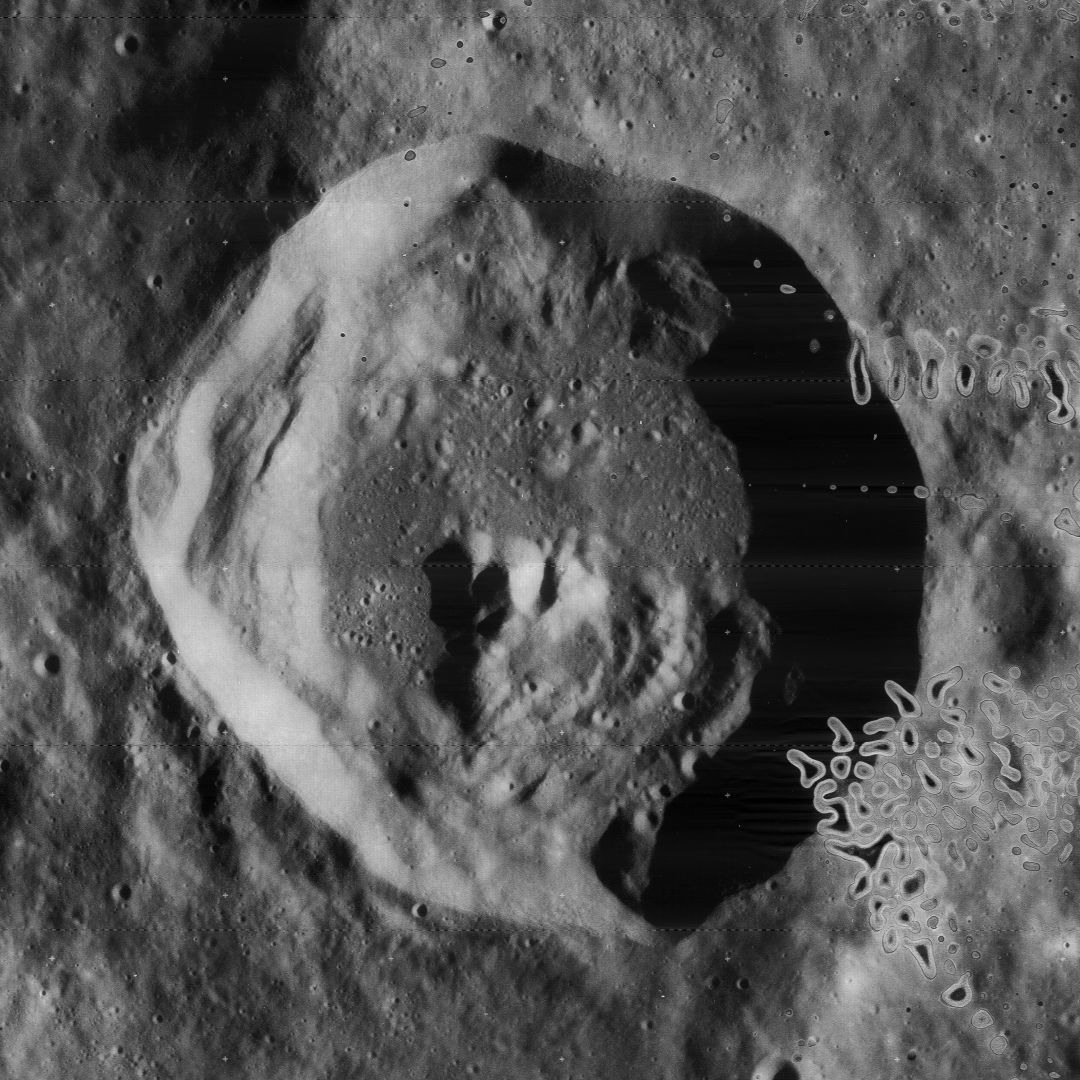
Fotografía del cráter Balboa A

Balboa es un cráter de impacto que se encuentra cerca de la extremidad occidental de la Luna. Debido al escorzo, el cráter aparece muy ovalado cuando se ve desde la Tierra, pero en realidad la formación es bastante circular. Es comparable en tamaño al cráter Dalton, situado justo al suroeste. El borde oriental de Balboa se encuentra justo al oeste del Oceanus Procellarum.
El borde de Balboa está desgastado y erosionado, con las secciones más intactas situadas a lo largo del contorno oriental y occidental. El interior del cráter se inundó con lava basáltica en el pasado, y el sistema está marcado con surcos, particularmente cerca del borde norte.
Balboa A es un cráter de impacto bien formado, localizado justo al sureste de Balboa. Presenta un borde con muescas afiladas y un interior irregular. Su diámetro es solo un poco más pequeño que el de Dalton, situado directamente hacia su lado oeste.

## Cráteres satélite
Por convención estos elementos son identificados en los mapas lunares poniendo la letra en el lado del punto medio del cráter que está más cerca de Balboa.
|        | \| Balboa \| Coordenadas \| Diámetro \| \| ------ \| ----------------------------- \| -------- \| \| A \| 17°24′N 81°54′O / 17.4, -81.9 \| 47 km \| \| B \| 20°18′N 82°18′O / 20.3, -82.3 \| 62 km \| \| C \| 19°36′N 79°06′O / 19.6, -79.1 \| 27 km \| \| D \| 18°12′N 79°42′O / 18.2, -79.7 \| 40 km \| |          |
| Balboa | Coordenadas | Diámetro |
| A      | 17°24′N 81°54′O / 17.4, -81.9 | 47 km    |
| B      | 20°18′N 82°18′O / 20.3, -82.3 | 62 km    |
| C      | 19°36′N 79°06′O / 19.6, -79.1 | 27 km    |
| D      | 18°12′N 79°42′O / 18.2, -79.7 | 40 km    |